# Кириловы
Кири́ловы (Кирилловы) — русские дворянские роды.
Одним из первых документальных упоминаний о роде относится к 1567 году, где Моисей Иванович Кирилов владел частью деревни Сущово в Коростынском погосте, Шелонской пятины. В 1573 году опричником Ивана Грозного числился Фрол Кирилов.
Сурка и Кудеяр Кириловы служили новиками по Ельцу в начале XVII века. Их потомство было внесено в родословную книгу Орловской губернии. Аверкий Степанович Кирилов был думным дьяком и убит стрельцами во время стрелецкого бунта 1682 года. Его сын Яков Аверкиевич служил дьяком, с 1689 года также думный дьяк. Ещё один род Кириловых восходит к началу XVII века, а остальные, общим числом 20, более позднего происхождения. 
Один из них — потомство поручика артиллерии Ивана Ивановича Кирилова (Гербовник XVI, 78).
Один из родов Кириловых берёт своё начало в Псковской губернии. К середине XVIII века часть Кириловых была переведена на службу в Петербург, где продолжился род вплоть до революции.
Род Кириловых, происходящий от известного географа и картографа Ивана Кирилловича Кирилова (1695—1737) занесён в родословную книгу Оренбургской (позже Уфимской) губернии между 1800 и 1818 годами. Потомственное дворянство было даровано его сыну Петру Ивановичу (1737—1809), действительному статскому советнику, генерал-гевальдигеру в 1797 году в основном за заслуги отца. Ему же 24 апреля 1801 года присвоен дипломный герб. Этот род пресёкся со смертью внучки Ивана Кирилловича Аграфены Петровны († 1850).

## Известные представители
- Кириллов Илья — подьячий, потом дьяк, воевода в Ярославле (1648—1649), на Двине (1657—1659), в Ярославле (1664), в Терках (1668—1673).
- Кириллов Наум Юрьевич — воевода в Севске (1649)[5].
- Кирилов Емельян — дьяк (1676—1692).
- Кирилов Емельян Кирилович — дьяк (1692) (постригся).
- Кирилов Яков — дьяк (1676—1677)[6].